# Léonidas II
Pour les articles homonymes, voir Léonidas (homonymie).

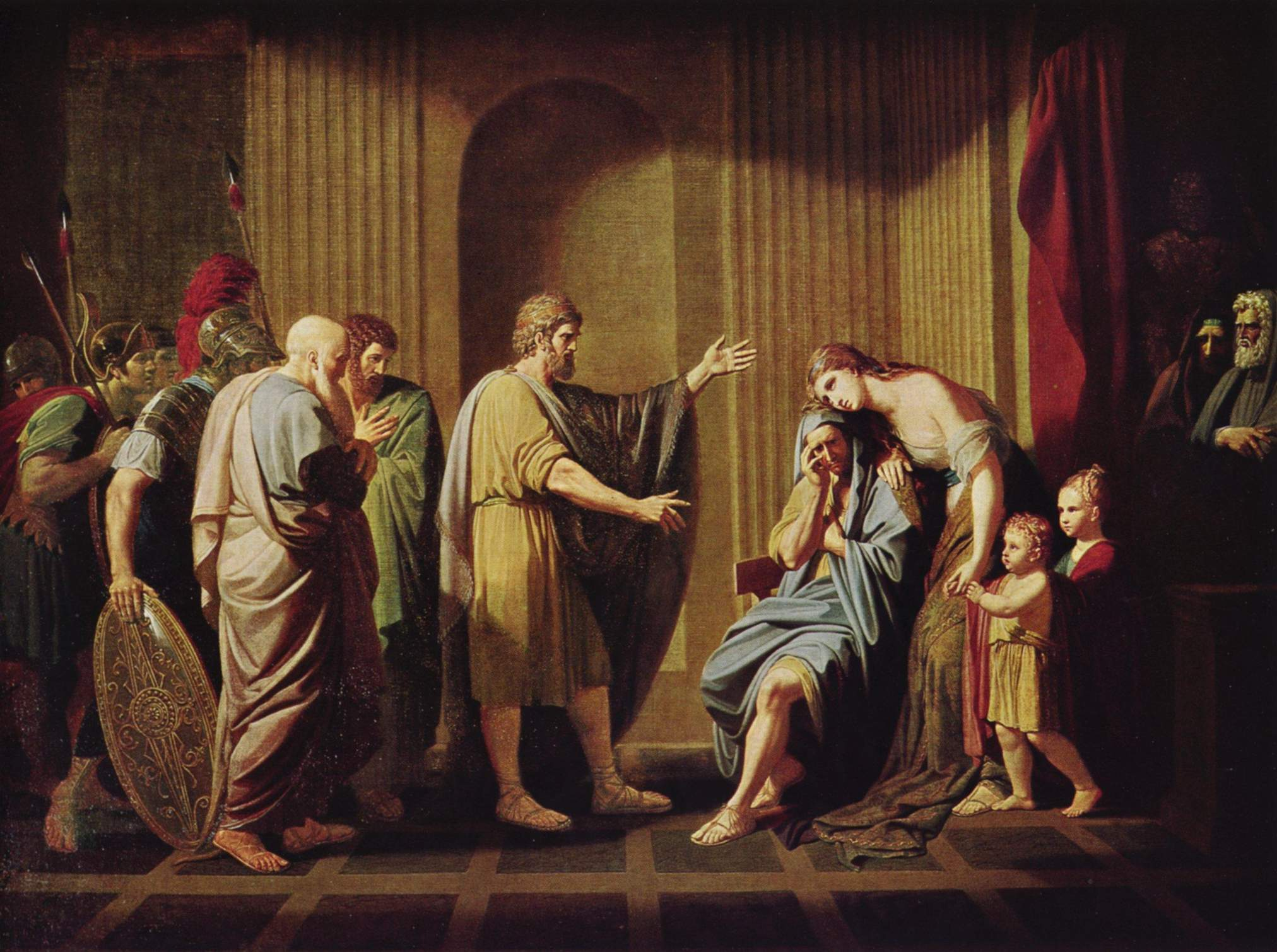
Cléombrote envoyé en exil par Léonidas II, roi de Sparte, par Benjamin West, 1768

Léonidas II est roi agiade de Sparte de 256 à 236 av. J.-C..

## Famille
Né vers 290 av. J.-C., il est le fils de Cléonyme et peut être de Chilonis. Il passe sa jeunesse à la cour de Séleucos Ier Nicator et épouse une femme perse, dont il a deux enfants;
- Clélonis, né vers -265, décédé après -241, épouse de Cléombrote III;
- Cléomène, né vers -260, décédé en -219, roi de Sparte en -236;
- Eucleidas, né vers -260/55, décédé en -222, roi de Sparte en -227.

## Biographie
En 256 av. J.-C., à la mort de son frère cadet et pupille Areus II, il accède au trône,
Partisan de l'oligarchie, il s'oppose à son collègue, le roi eurypontide Agis IV, qui veut réformer Sparte et adjoindre les Périèques et les Hilotes au corps civique. L'un des éphores, Lysandre, décide de s'en débarrasser et utilise contre lui une loi spartiate interdisant aux membres d'une famille royale d'épouser une étrangère. Il pousse également Cléombrote III, gendre de Léonidas, à se déclarer roi. Léonidas se réfugie dans le temple d'Athéna à la Maison de bronze ; il est condamné par contumace et déposé. L'année suivante, les nouveaux éphores se retournent contre Lysandre et Léonidas peut se réfugier à Tégée. En 240 av. J.-C., il revient à Sparte, reprend la couronne, exile Cléombrote et fait exécuter Agis.